# Мустафа Карадайъ
Мустафа Сали Карадайъ е български политик от Движението за права и свободи (ДПС) и негов председател в периода 2016 – 2023 г.

## Биография
Мустафа Карадайъ е роден на 8 май 1970 г. в село Борино, Девинско. Завършва висше икономическо образование в УНСС, учил е и математика в Софийския университет.
Учредител на Академичното дружество на ДПС в град София и член на ДПС от май 1991 г. Учредител на младежката организация на ДПС и неин председател през първите два мандата (1998 – 2003). От 1996 г. до 2002 г. е служител в централата на ДПС. От 1996 до 2001 г. е преподавател по „Информатика“ в НБУ. От 2002 до 2010 е зам.-изпълнителен директор на Агенцията за следприватизационен контрол. Между 2001 и 2009 година е член на Централната избирателна комисия, като през повечето време е и неин секретар.
От 2010 г. е организационен секретар на Централното оперативно бюро (ЦОБ) на ДПС.
От 2013 г. е народен представител от ДПС.
Мустафа Карадайъ е женен, с две деца.
От 24 декември 2015 г. е един от тримата временни съпредседатели на ДПС до IX национална конференция на партията, след като е изключен Лютви Местан.
На 24 април 2016 г. е избран за председател на ДПС от IX национална конференция на партията.
На 12 декември 2020 г. е преизбран за председател на ДПС от X национална конференция на партията.
На 7 ноември 2023 г. подава оставка като председател на движението. До провеждането на следваща Национална конференция оперативното ръководство на партията е поето от почетния председател Ахмед Доган.